# Johan Swinnen (landbouweconoom)
Johan "Jo" F.M. Swinnen (1962) is een Belgisch econoom en gewoon hoogleraar ontwikkelingseconomie aan de Faculteit Economie en Bedrijfswetenschappen van de KU Leuven. Swinnen is hoofd van de Onderzoeksgroep Ontwikkelingseconomie en directeur van het Facultair Onderzoekscentrum LICOS Centre for Institutions and Economic Performance. Hij is een Senior Research Fellow aan het Centre for European Policy Studies (CEPS) van de Europese Unie en Visiting Scholar aan het Centre for Food Security and the Environment van Stanford University. Tot zijn onderzoeksdomeinen behoorden ontwikkelingseconomie, landbouweconomie en handelspolitiek.
Swinnen studeerde af als landbouwingenieur aan de KU Leuven in 1985. Van 1985 tot 1988 was hij er assistent. In 1988 nam hij een positie op als research and teaching assistant aan Cornell University. Hij promoveerde in Cornell tot Ph.D. in Agricultural Economics in 1992. Terug in Leuven werd hij eerst Postdoc in LICOS, vervolgens hoofddocent en hoogleraar landbouweconomie, voedselpolitiek, economische transities en ontwikkelingseconomie. Van 1998 tot 2001 werd hij adviseur landbouwpolitiek, landbouwhandel en Oost-Europa voor de Europese Commissie, directoraat-generaal economische en financiële zaken. Daarna vervolgde hij zijn carrière als gewoon hoogleraar aan de KU Leuven, met tussen 2003 en 2004 nog een onderbreking toen hij een positie opnam als economist aan de Wereldbank. Swinnen is auteur of co-auteur van talrijke publicaties die geaccepteerd werden in onder meer World development, Journal of economic literature, Development policy review, European Review of Agricultural Economics en Food policy. Hij heeft een h-index van 59.
Swinnen was sindsdien gastprofessor aan onder meer Cornell, Sciences Po en de universiteit van Helsinki. Hij was adviseur voor onder andere de Voedsel- en Landbouworganisatie, het VN-Ontwikkelingsprogramma, de Europese Bank voor Wederopbouw en Ontwikkeling, de Organisatie voor Economische Samenwerking en Ontwikkeling, het United States Department of Agriculture, het Internationaal Fonds voor Landbouwontwikkeling en meerdere regeringen.
Op 28 april 2017 werd Swinnen doctor scientarum agrariarum honoris causa aan de Georg-August-Universität Göttingen.
- Catàleg d'autoritats de noms i títols de Catalunya: 981058613303506706
- Gemeinsame Normdatei: 124268277
- International Standard Name Identifier: 0000 0001 0918 2179
- Library of Congress Control Number: n94060786
- Nationale Bibliotheek van Letland: 000030076
- Nationale Bibliotheek van Tsjechië: vse2006339209
- Nationale Bibliotheek van Israël: 987007432201205171
- Nederlandse Thesaurus van Auteursnamen: 133404404
- ORCID: 0000-0002-8650-1978
- Système universitaire de documentation: 060648368
- Virtual International Authority File: 268574406
- WorldCat: E39PBJrckMcGcj4VmRCVfqGT73